# Biserica de lemn din Povârgina

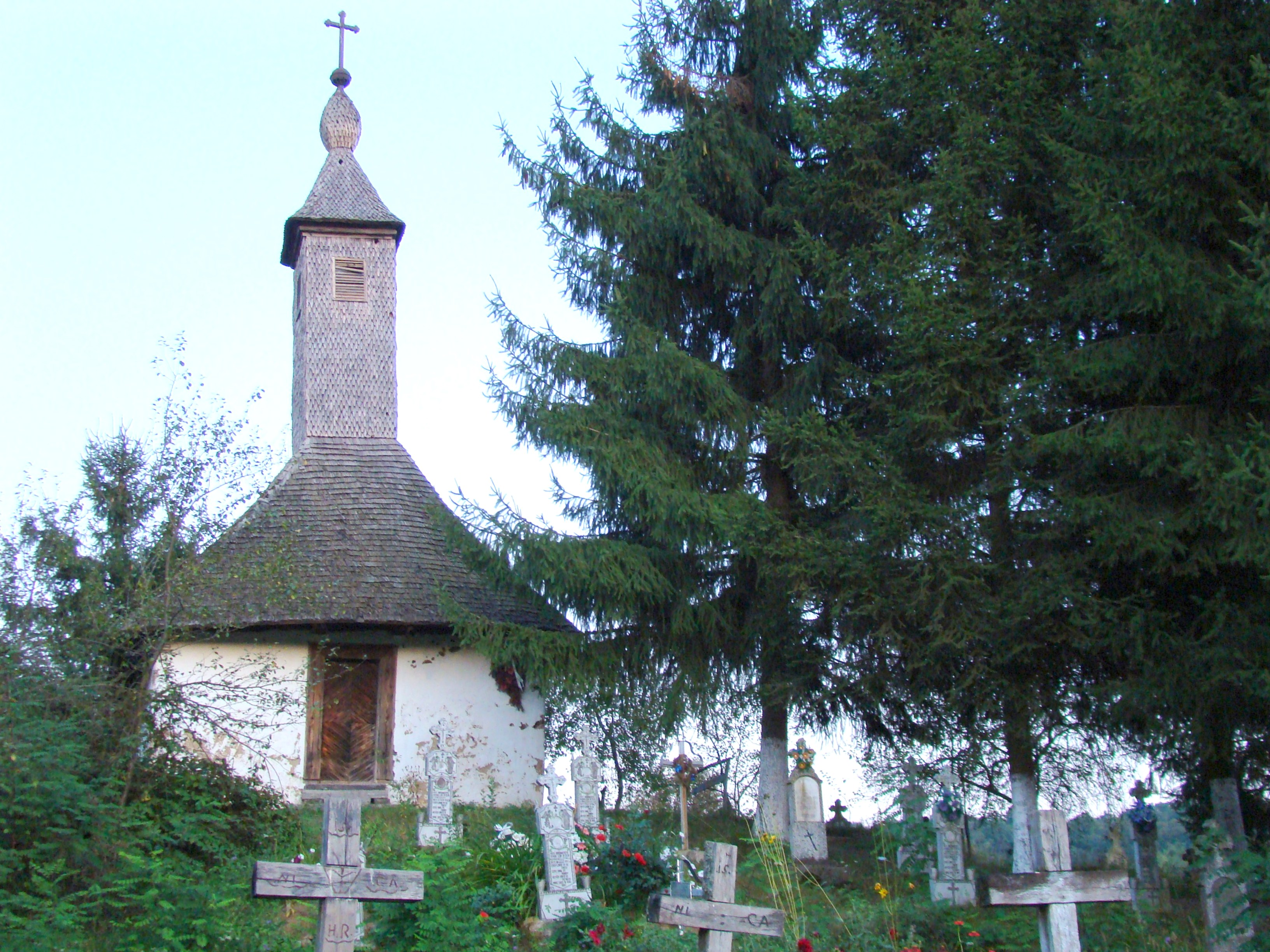
Biserica de lemn „Sfinţii Arhangheli” din Povârgina, sat apaținător de orașul Făget, județul Timiș, foto: septembrie 2009.

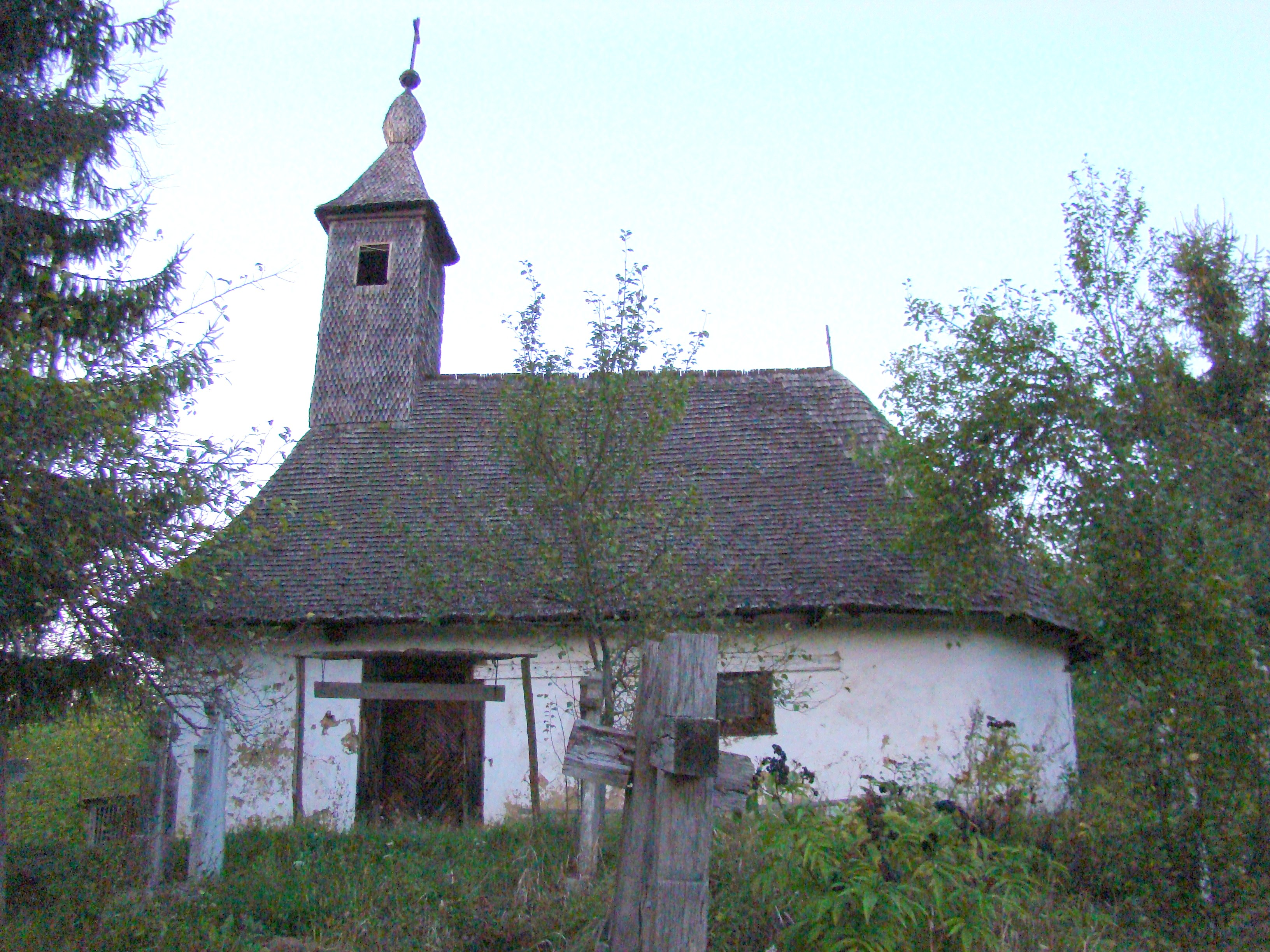
Biserica (sud)

Biserica de lemn din Povârgina, sat apaținător de orașul Făget, județul Timiș a fost construită în secolul XVIII (1782). Biserica are hramul „Sfinții Arhangheli Mihail și Gavriil” (8 noiembrie) și se află pe noua listă a monumentelor istorice sub cod LMI TM-II-m-A-06275.
Biserica a ars în ziua de 23 martie 2015.

## Istoric și trăsături
Satul Povergina este situat la 10 km nord-vest de Făget, în mijlocul unor dealuri acoperite de codri seculari. Localnicii folosesc pronunția „Povârgina”. Așezarea este atestată documentar târziu, harta oficială austriacă de la 1761 o menționează sub forma „Boverschina” , iar în dicționarul întocmit de J.M.Korabinsvky la 1787, apare o formă mai apropiată de denumirea actuală „Povarsina”, la acea dată având 41 de familii. Nefiind biserică în sat, localnicii mergeau la slujbele din biserica Făgetului. Conform tradiției locale, într-o duminică, înapoindu-se spre casă, locuitorul Ion Medescu, zis și Constandin, a găsit o importantă comoară. Drept mulțumire s-a hotărât să ctitorească o biserică. Tot el a obținut aprobarea de la autorități de a tăia lemnul necesar din pădurea erarială. Lăcașul, cu hramul „Sfinții Arhangheli Mihail și Gavriil” se află în mijlocul cimitirului, pe un bot de deal ce domină așezarea dinspre nord. Este construit din lemne de stejar îmbinate la colțuri în coadă de rândunică, iar ultimele cununi de bârne formeazâ multiconsole. Pereții exteriori sunt acoperiți cu lipitură de pământ, dar, potrivit unei vechi fotografii din 1952, precum și lucrării lui Nicolae Cornean, se poate vedea că inițial avea pereții de lemn aparent. Planimetric se înscrie în tipul II, cu absida altarului cu șase laturi. Potrivit mărturiei locuitorilor vârstnici, lipitura de pământ se datorează unei lucrări de restaurare din 1954, ocazie cu care s-a ridicat și o mică tribună în vestul naosului, ce acoperă azi timpanul dinspre tindă. Lăcașul păstrează ușile și ferestrele vechi, iar învelitoarea acoperișului este din șindrilă. Tot cu șindrilă este placat și turnul de pe pronaos, ca și micul bulb de inspirație barocă de deasupra. Interiorul păstrează stranele și scaunele vechi, cioplite din bardă. Pe masa altarului se află o frumoasă cruce, sculptată în lemn de tei, pictată cu scenele „Isus pe cruce” și „Mormântul Domnului”, având la bază o inscripție în chirilice: „Această cruce s-au făcut sfintei biserici la Poverjin, prin îndemnarea preacinstitului domn Petru de Atanasievici, protopresbiter Făjetului la anul 1820.”. Tot în altar se păstrează și o casetă metalică, pe care s-a pictat tot scena „Mormântul Domnului”, cu inscripția „Bisericii Peverjin 1836.” Biserica a fost pictată de Gheorghe Diaconovici în 1785, același zugrav care peste un an va picta și biserica din Bătești, aplicând aceeași schemă iconografică. Pictura este bine păstrată în altar și naos, dar deteriorată în tindă. În pronaos, pe peretele de vest, imediat în dreapta intrării femeilor, se distinge și portretul ctitorului Ion Medescu, înveșmântat în straie de sărbătoare. Prețios document etnografic, îmbrăcămintea ctitorului sugerează starea socială a unui țăran înstărit.

## Imagini din exterior

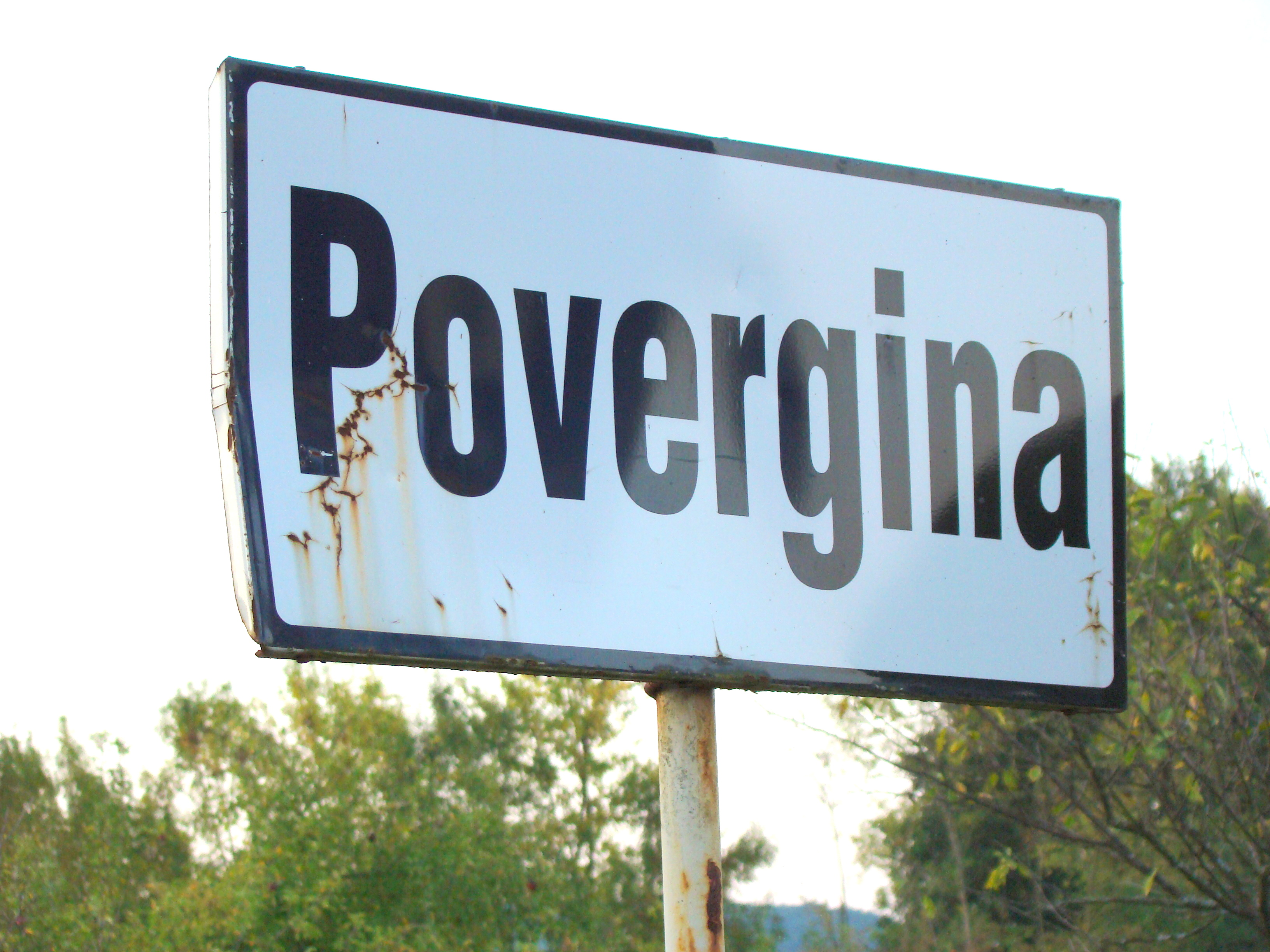
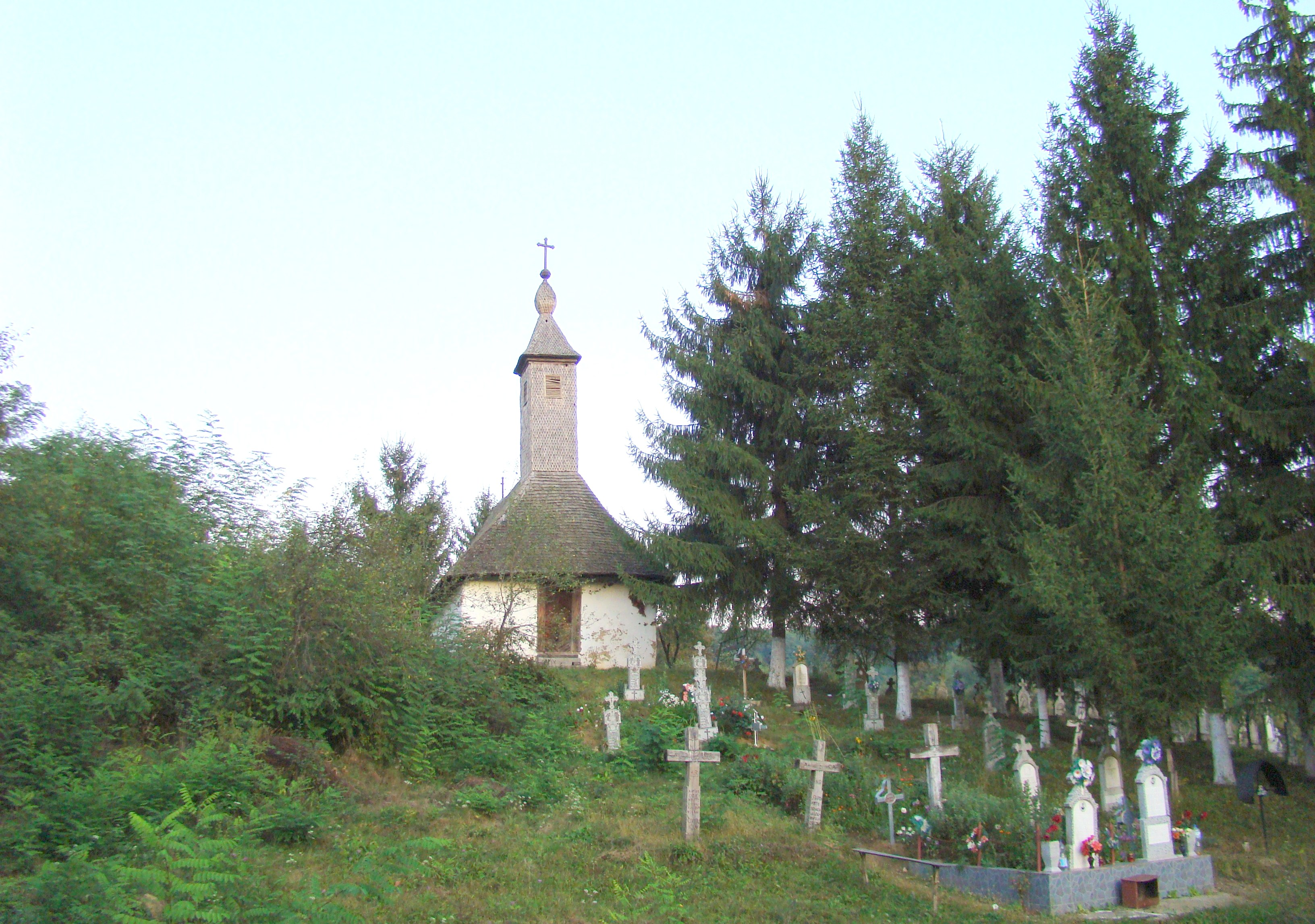
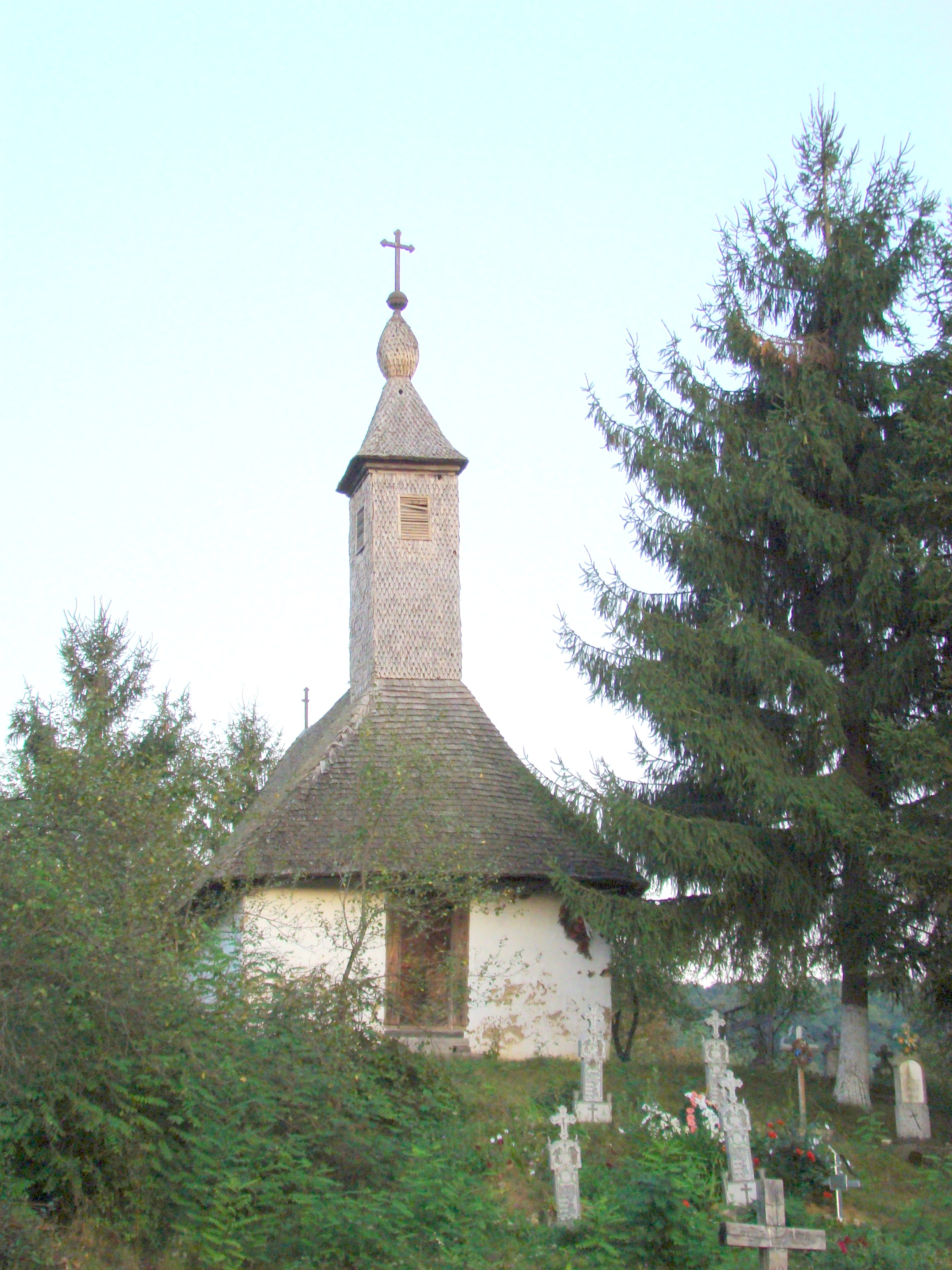
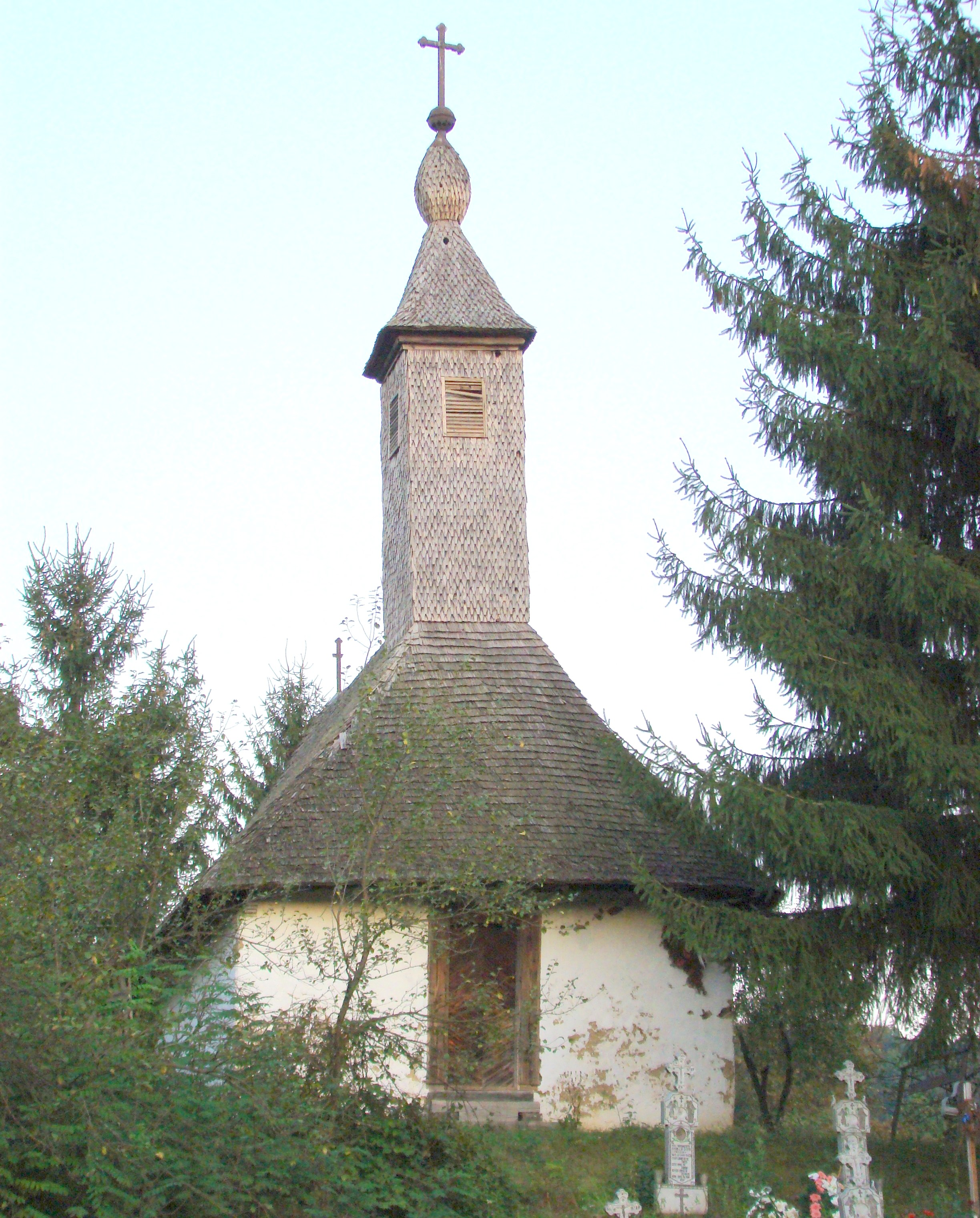
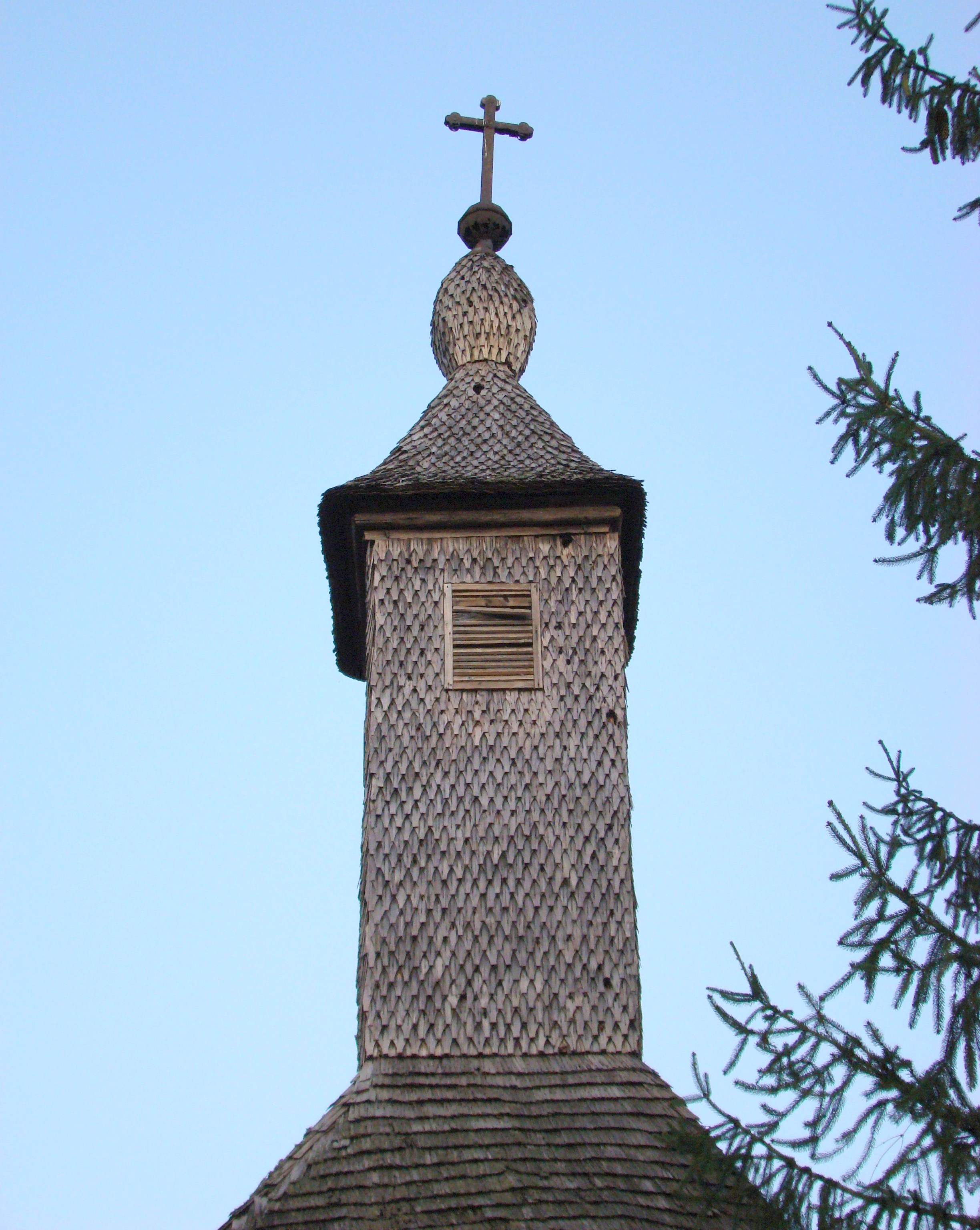
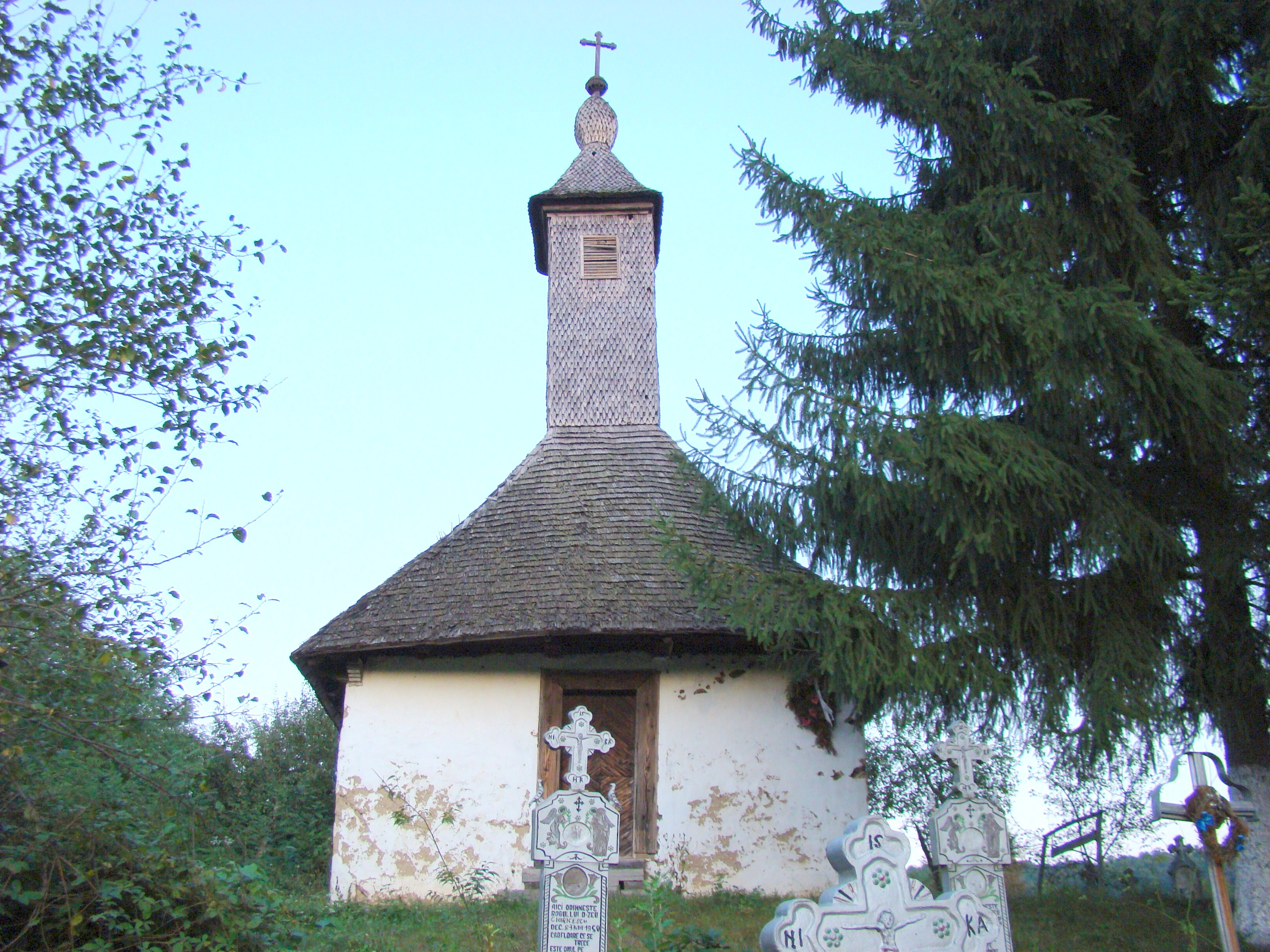
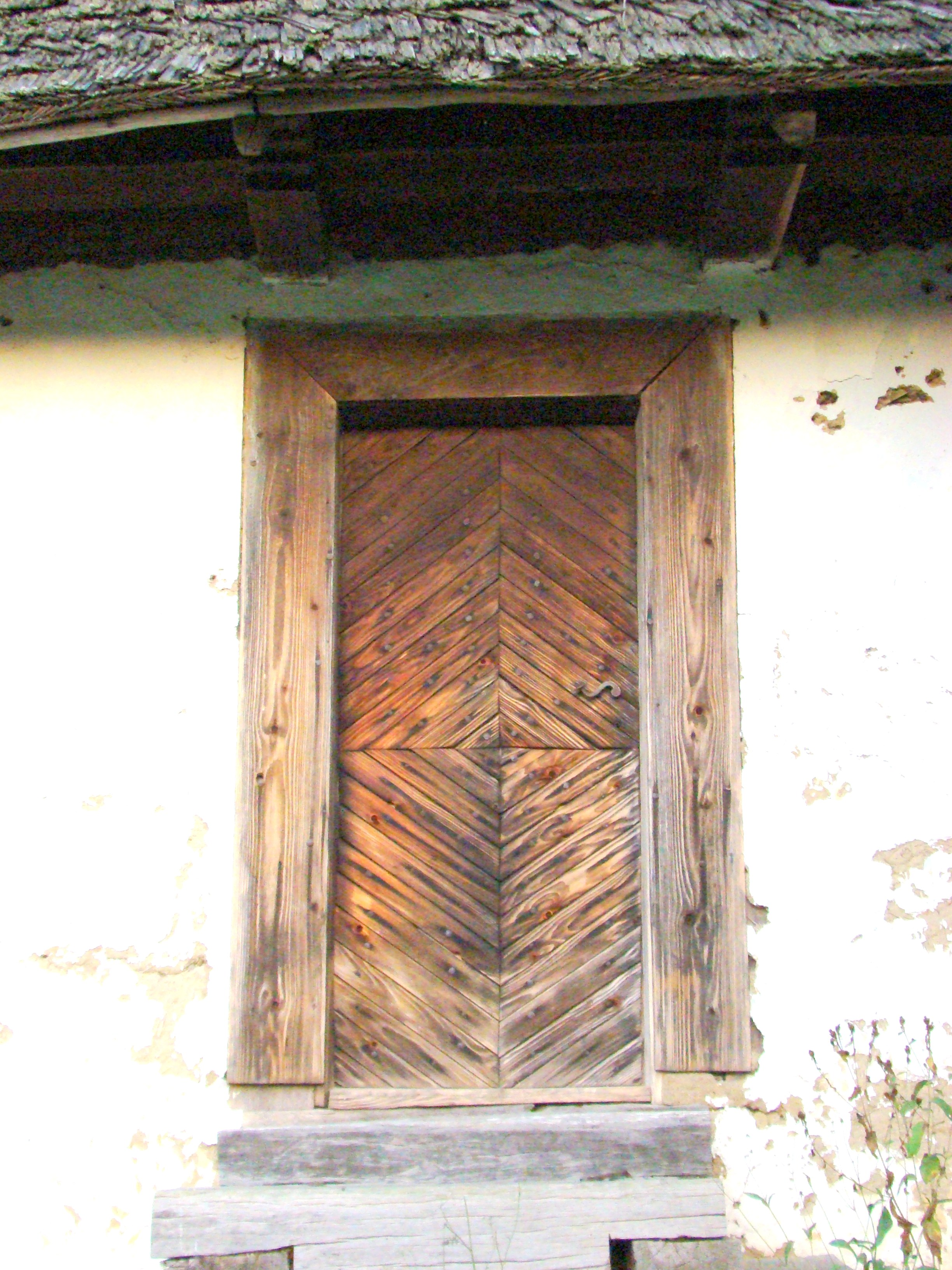
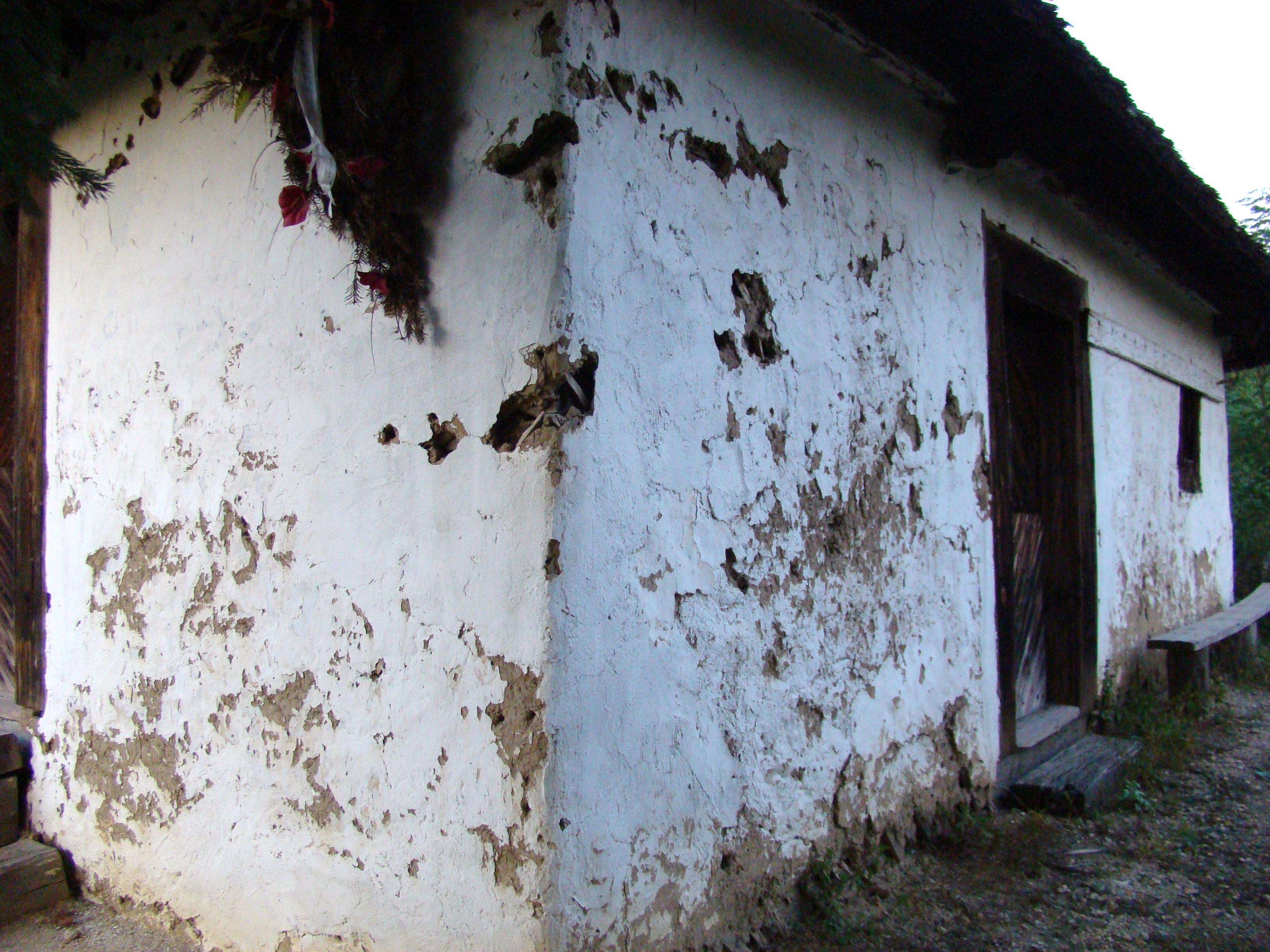
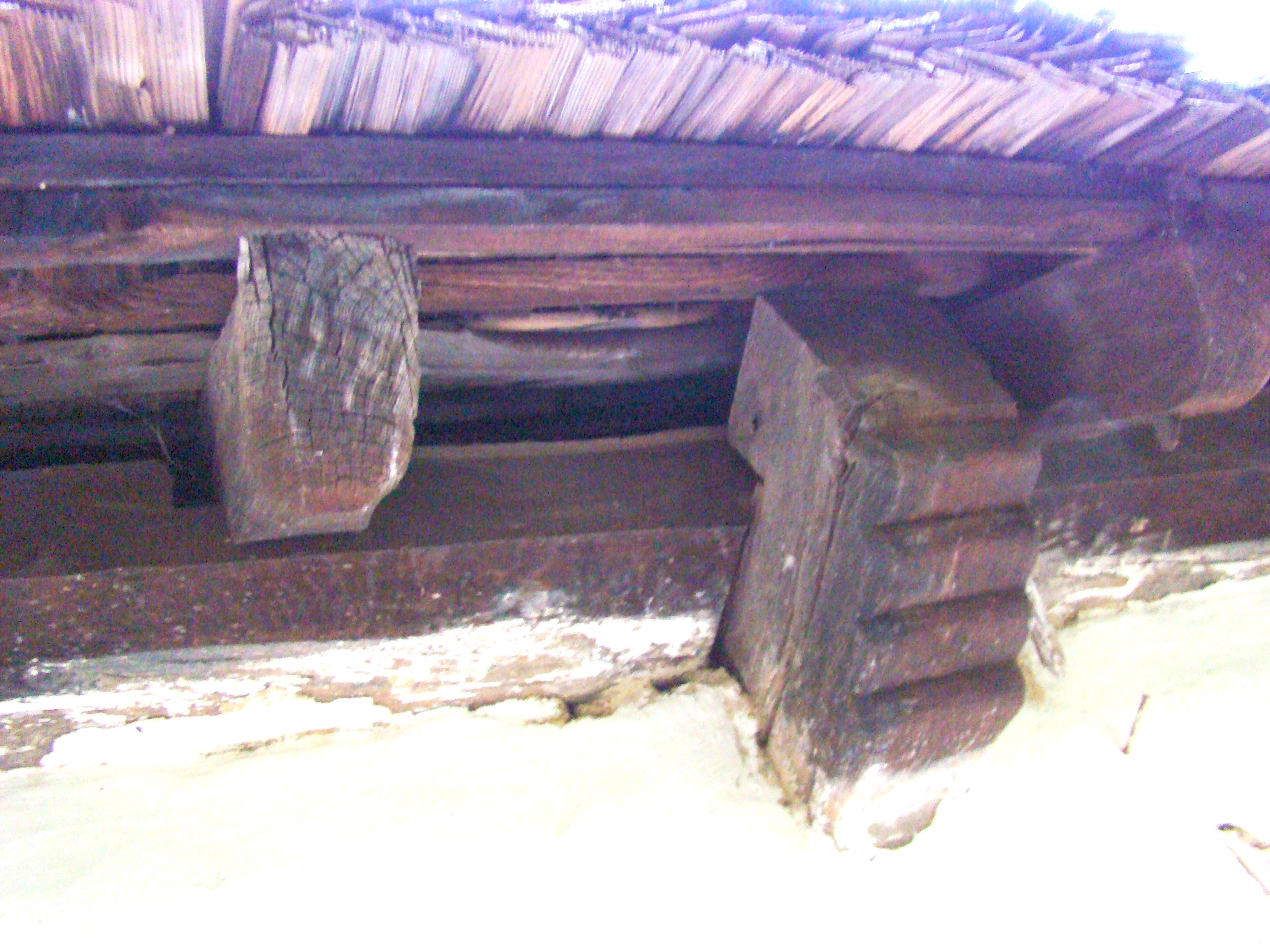
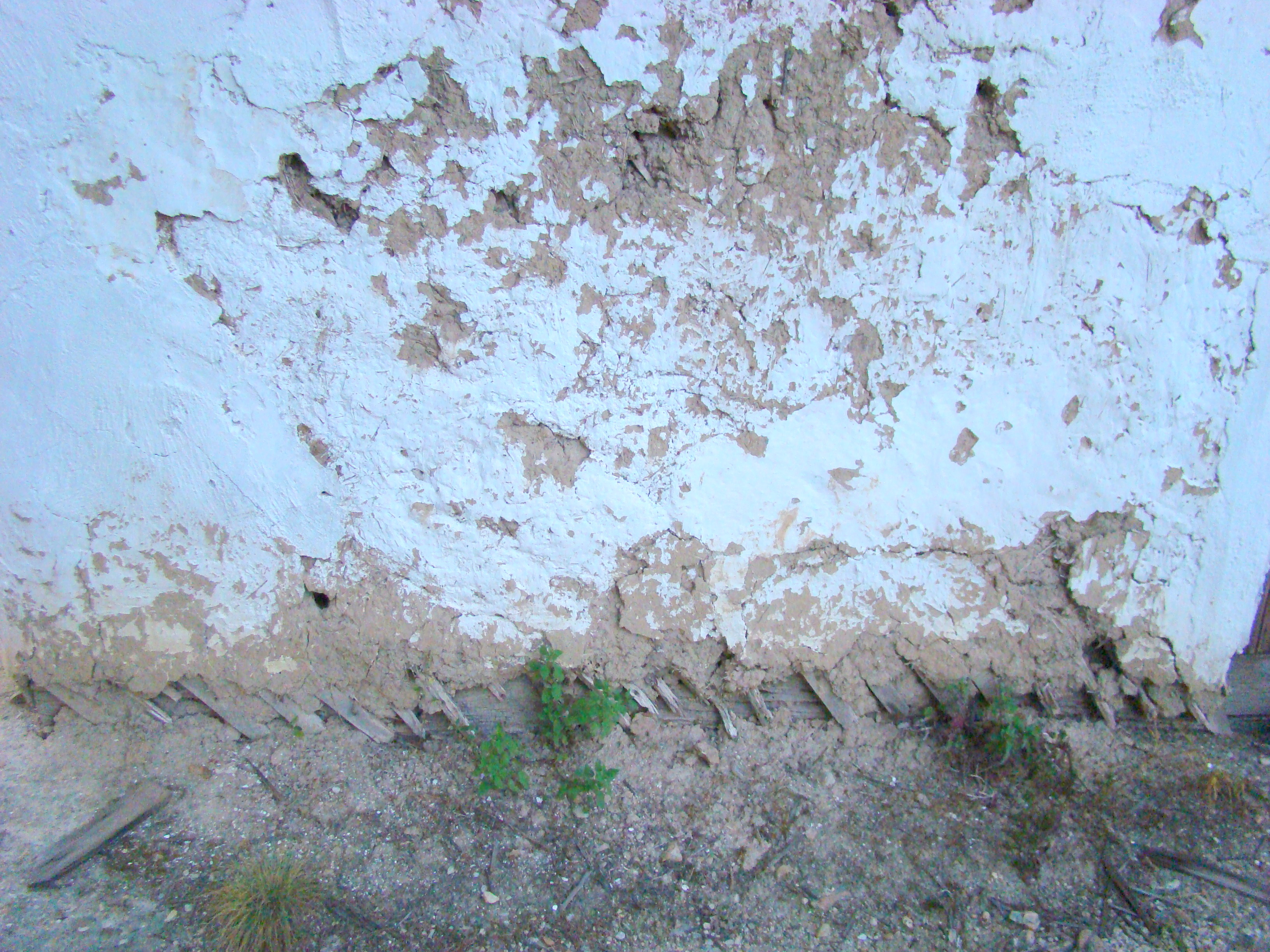
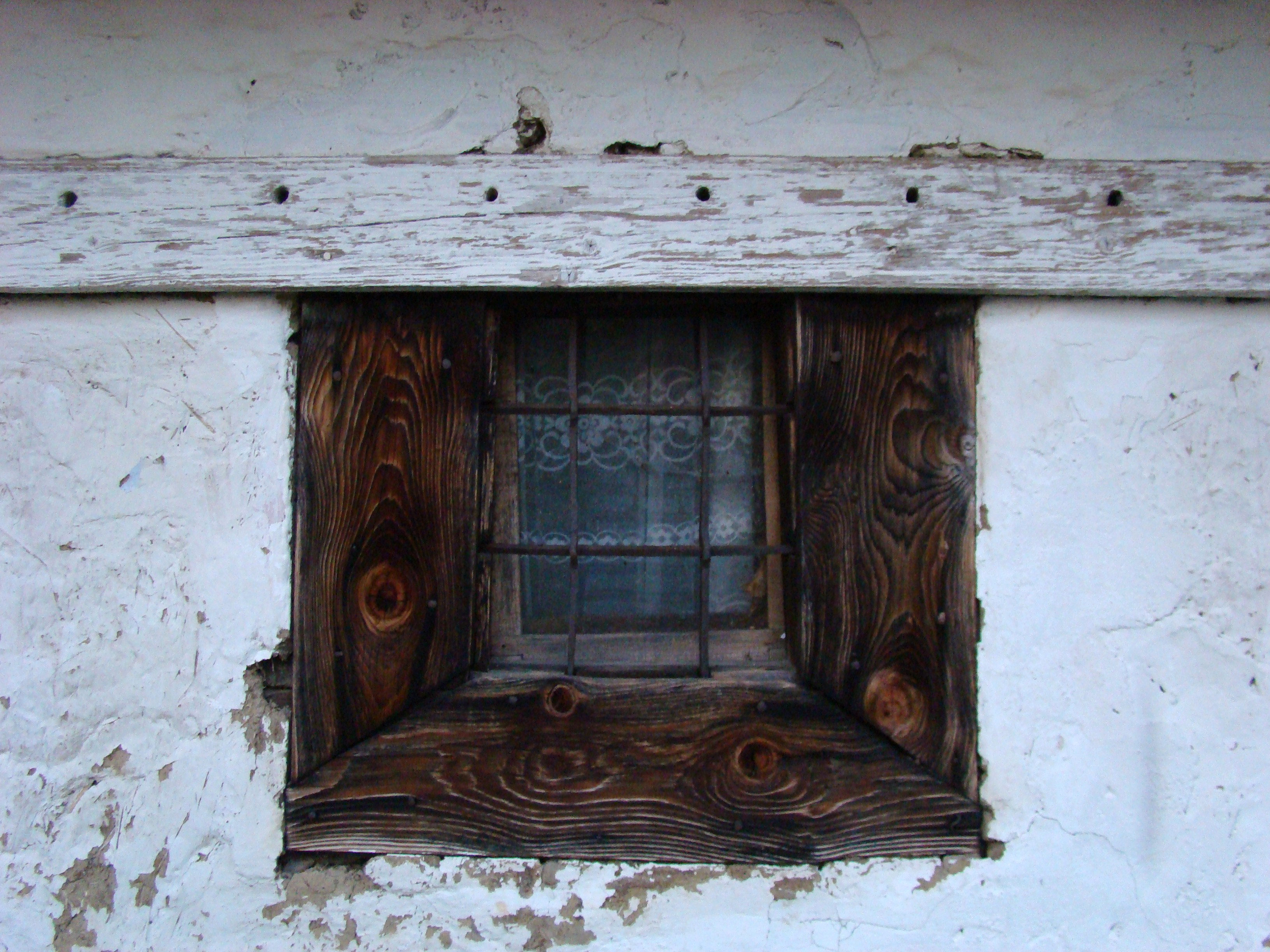
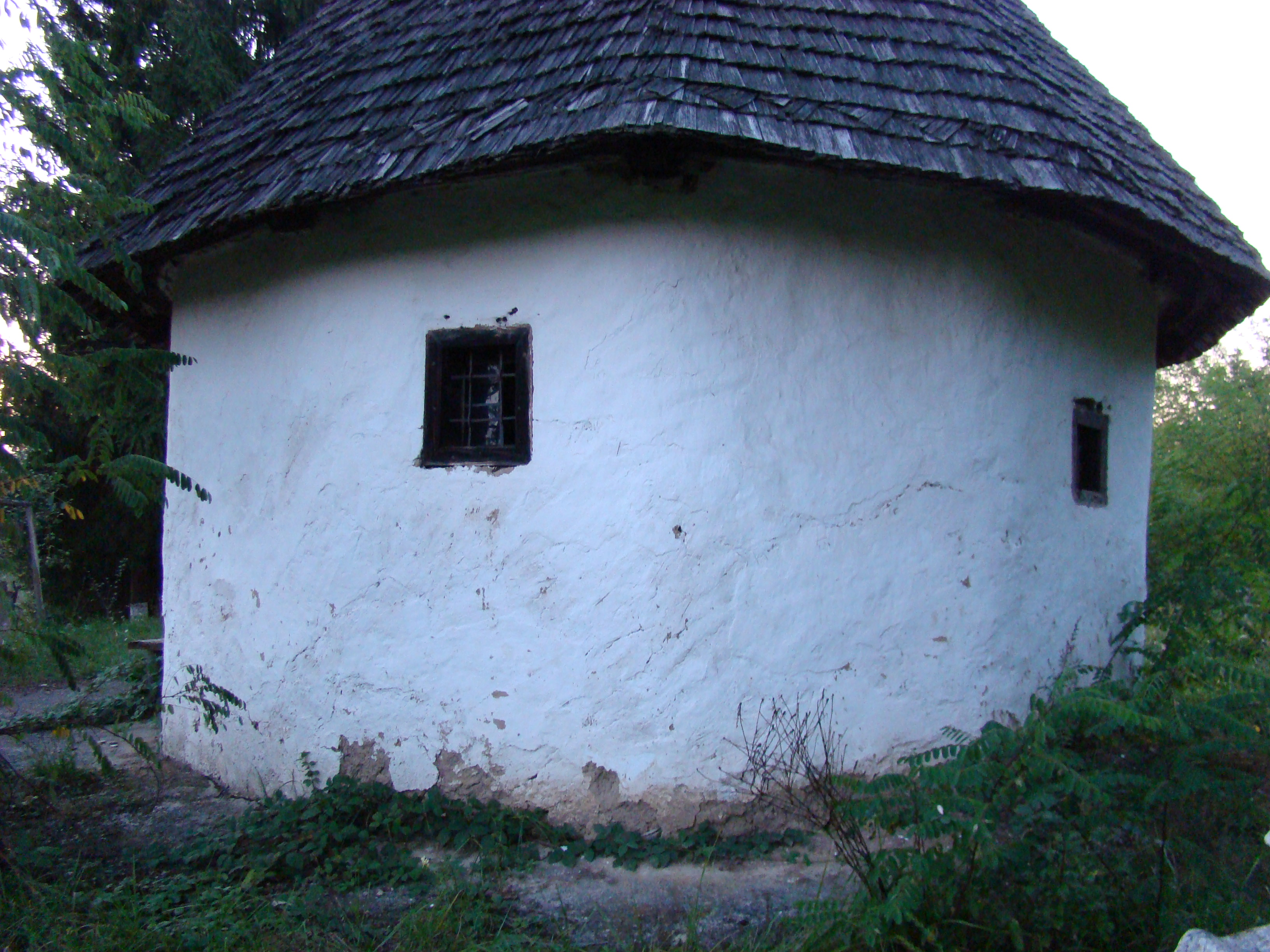
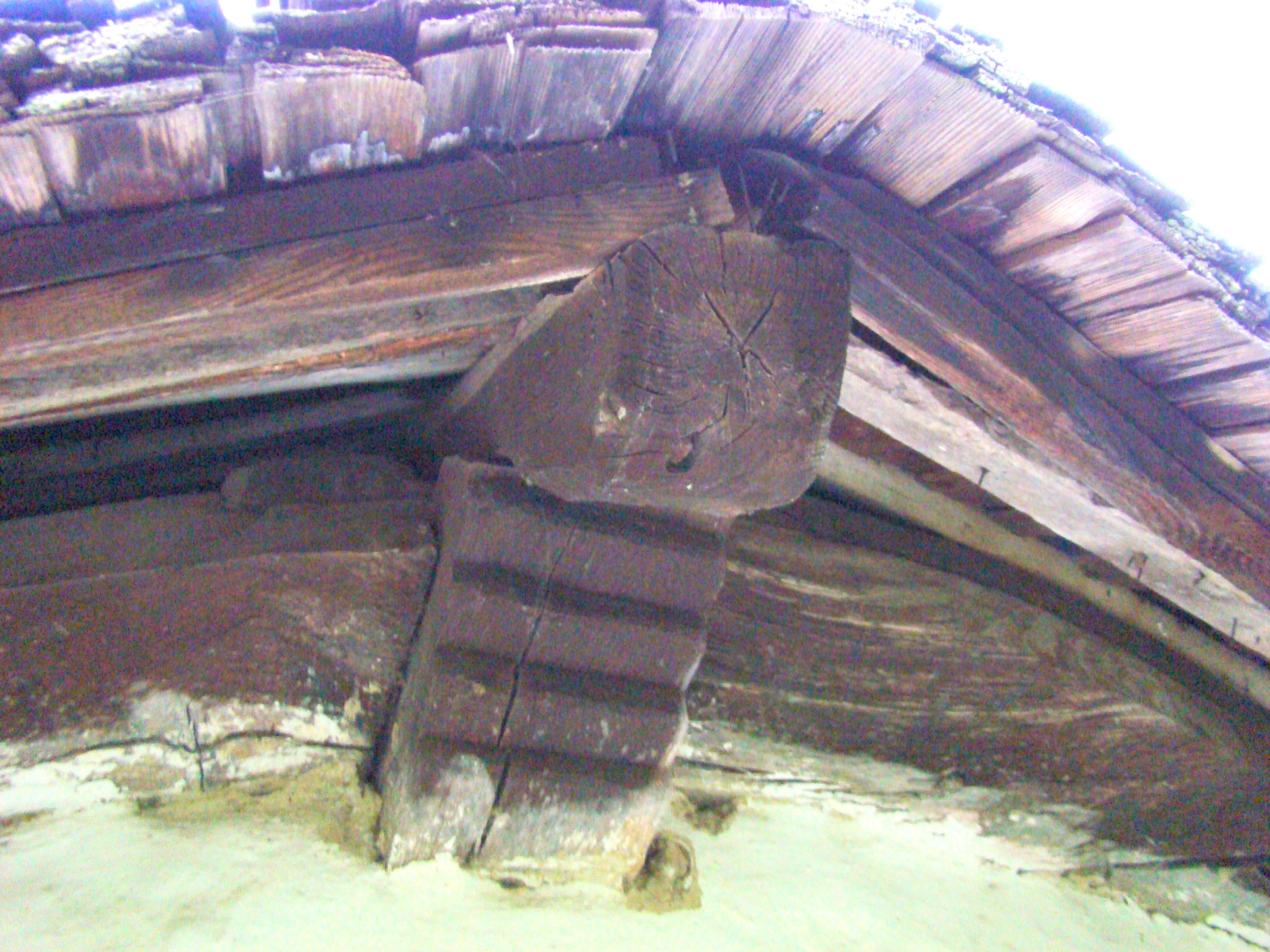
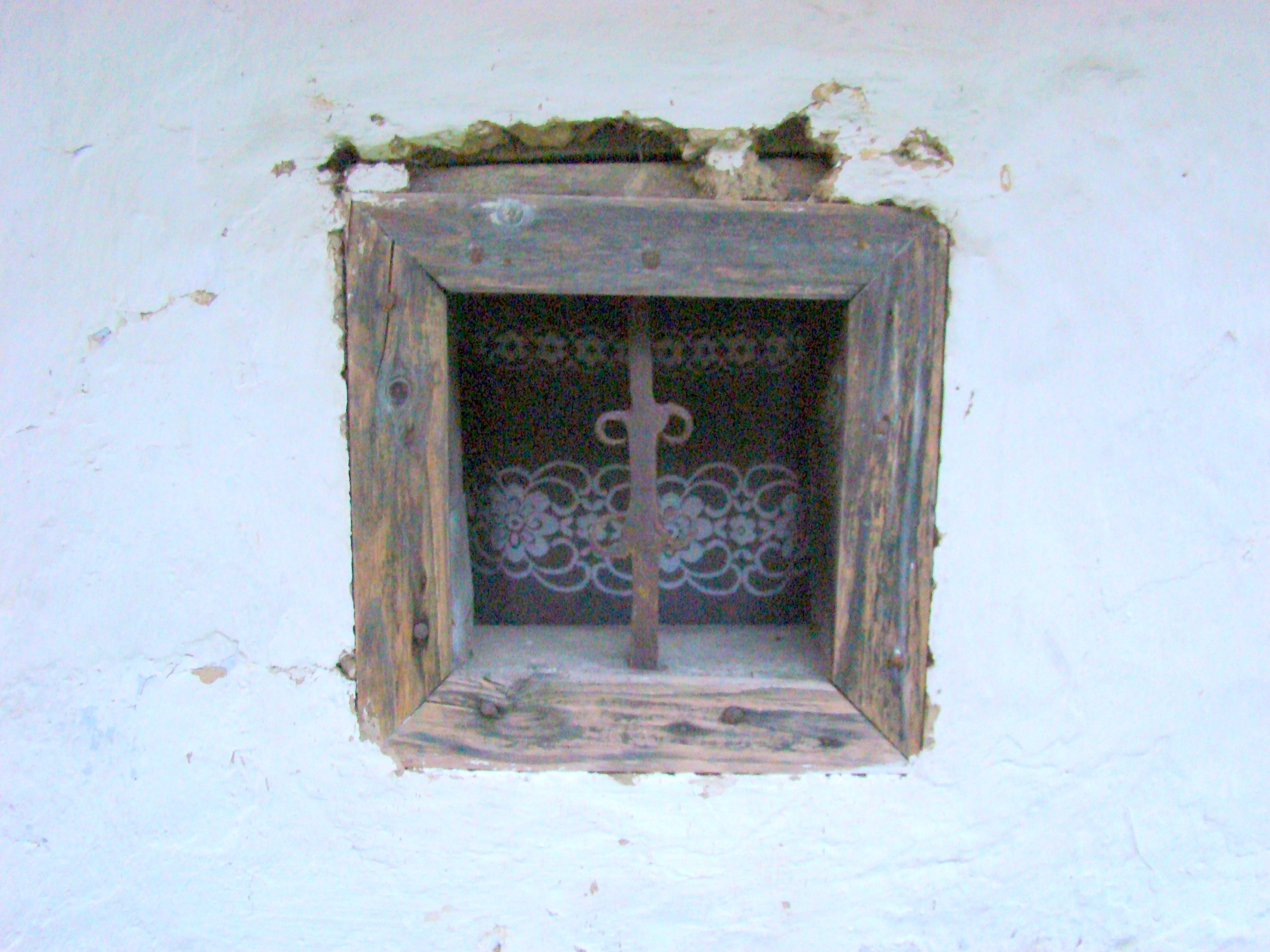
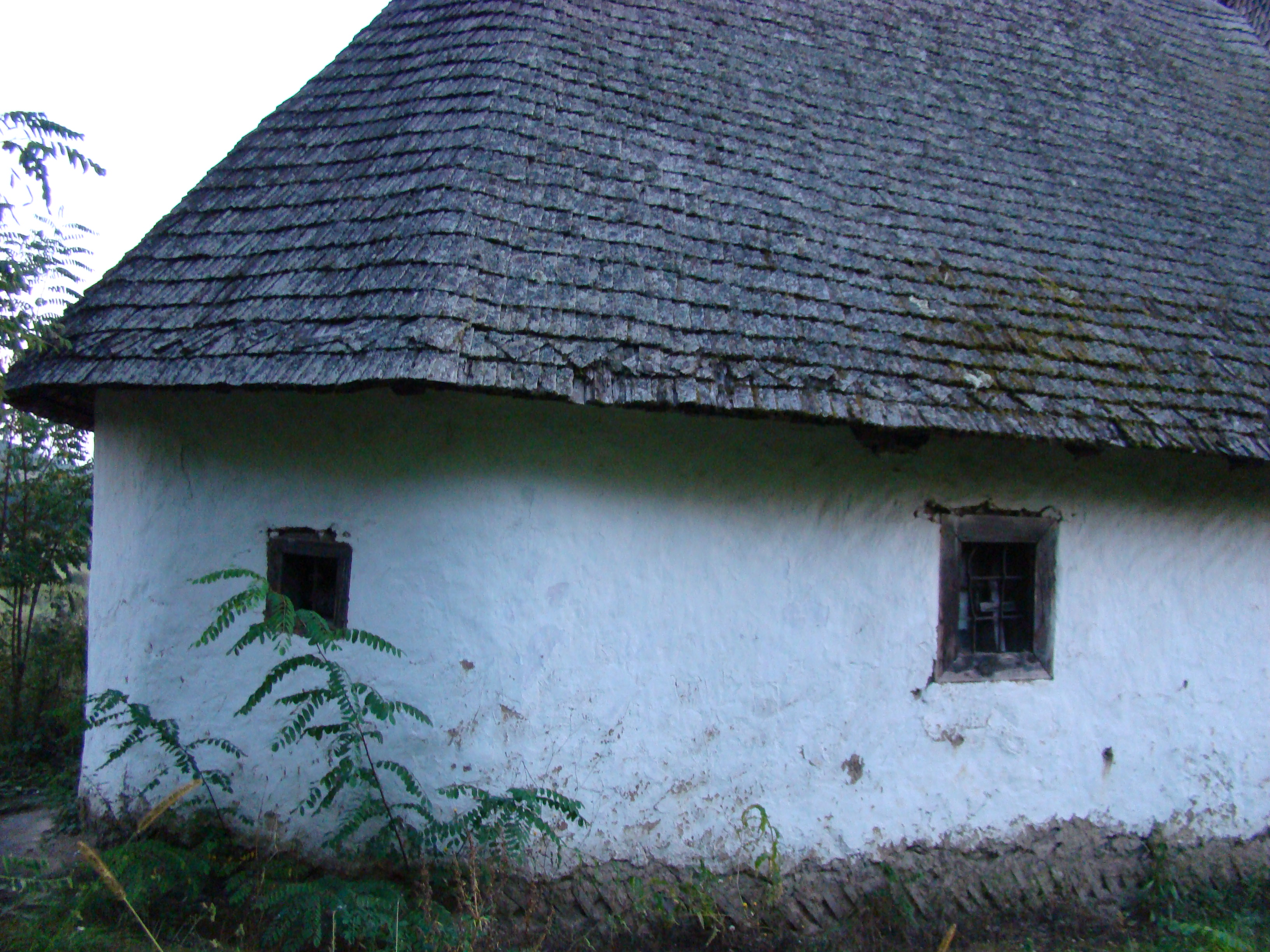
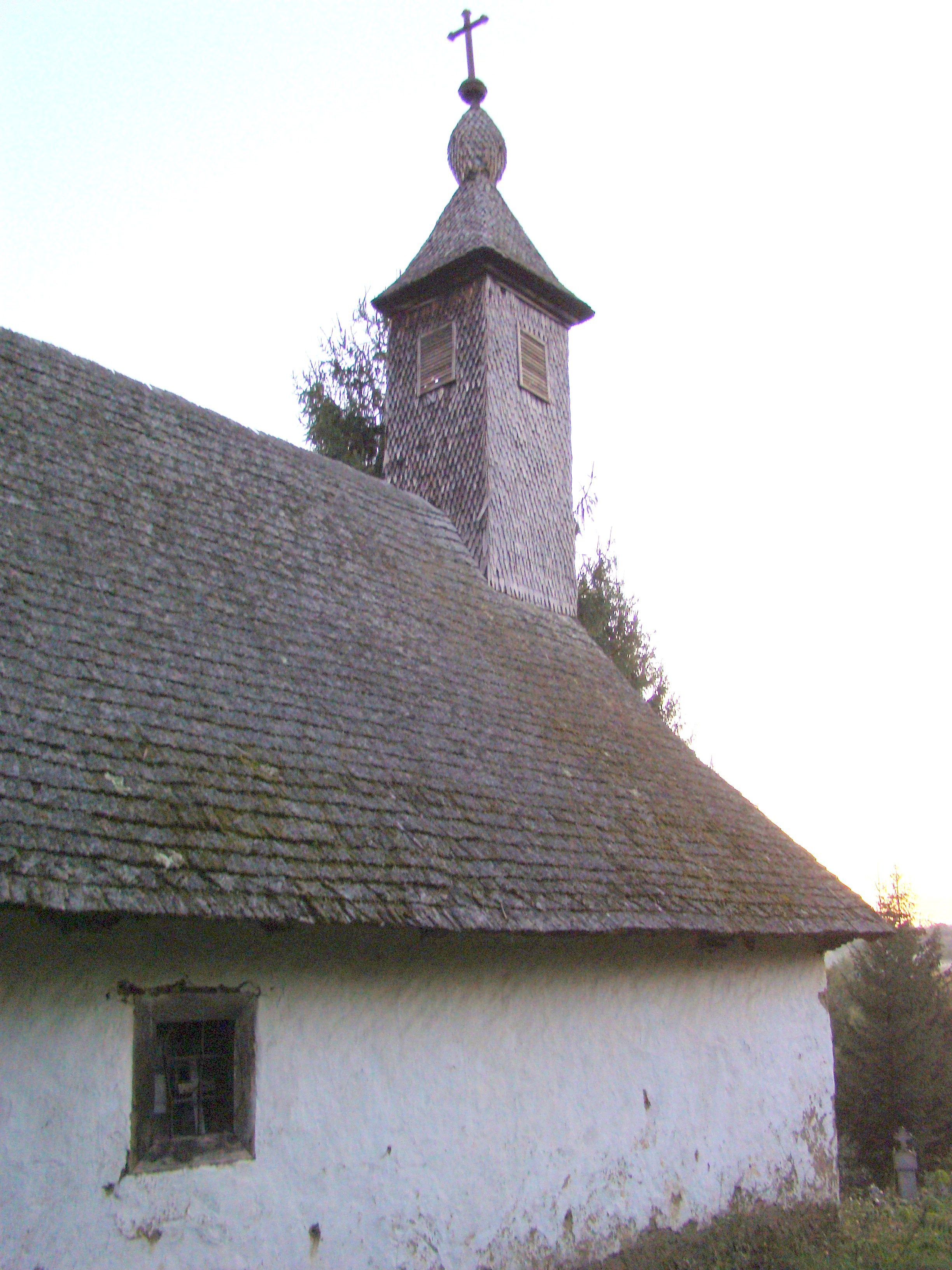
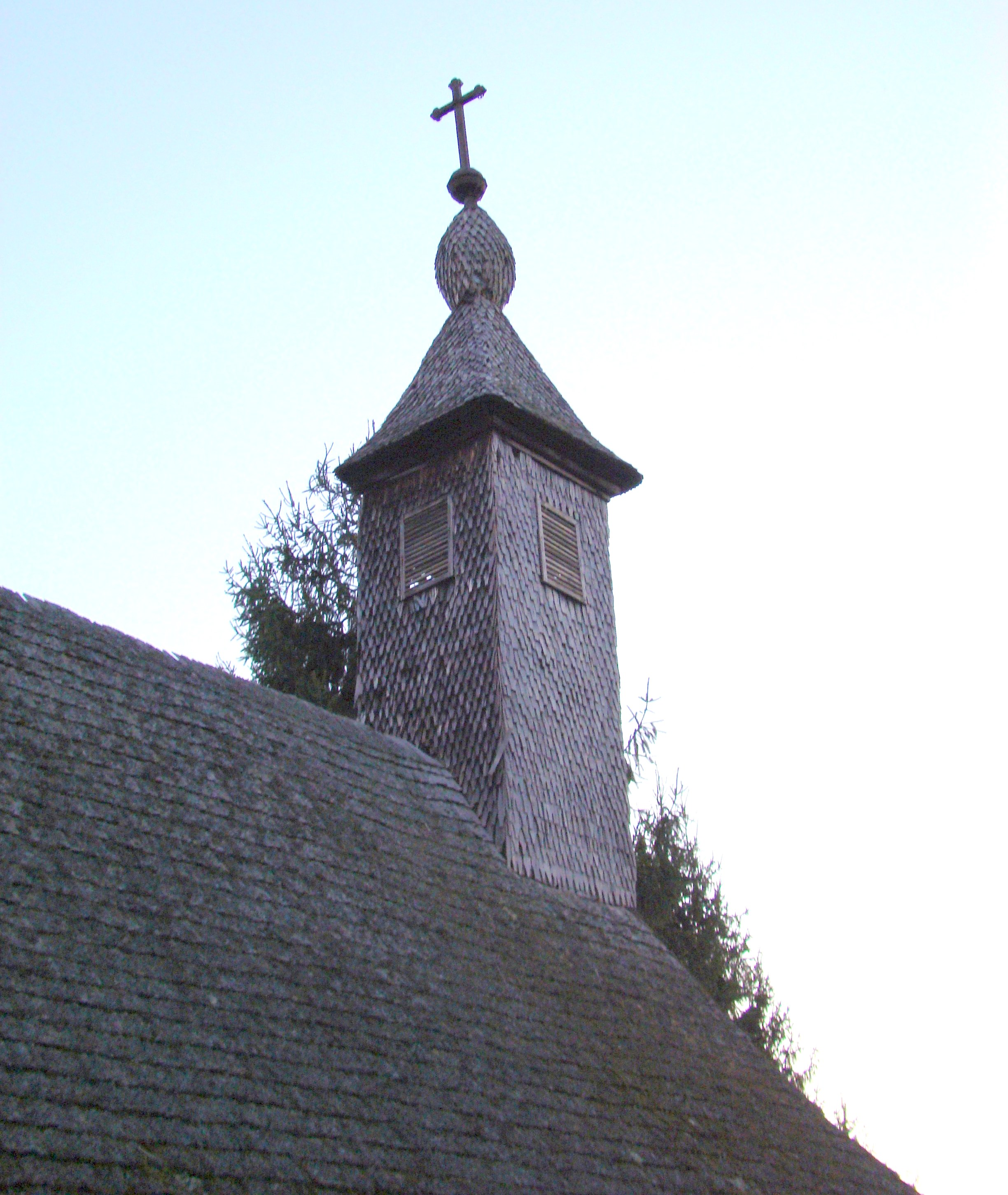
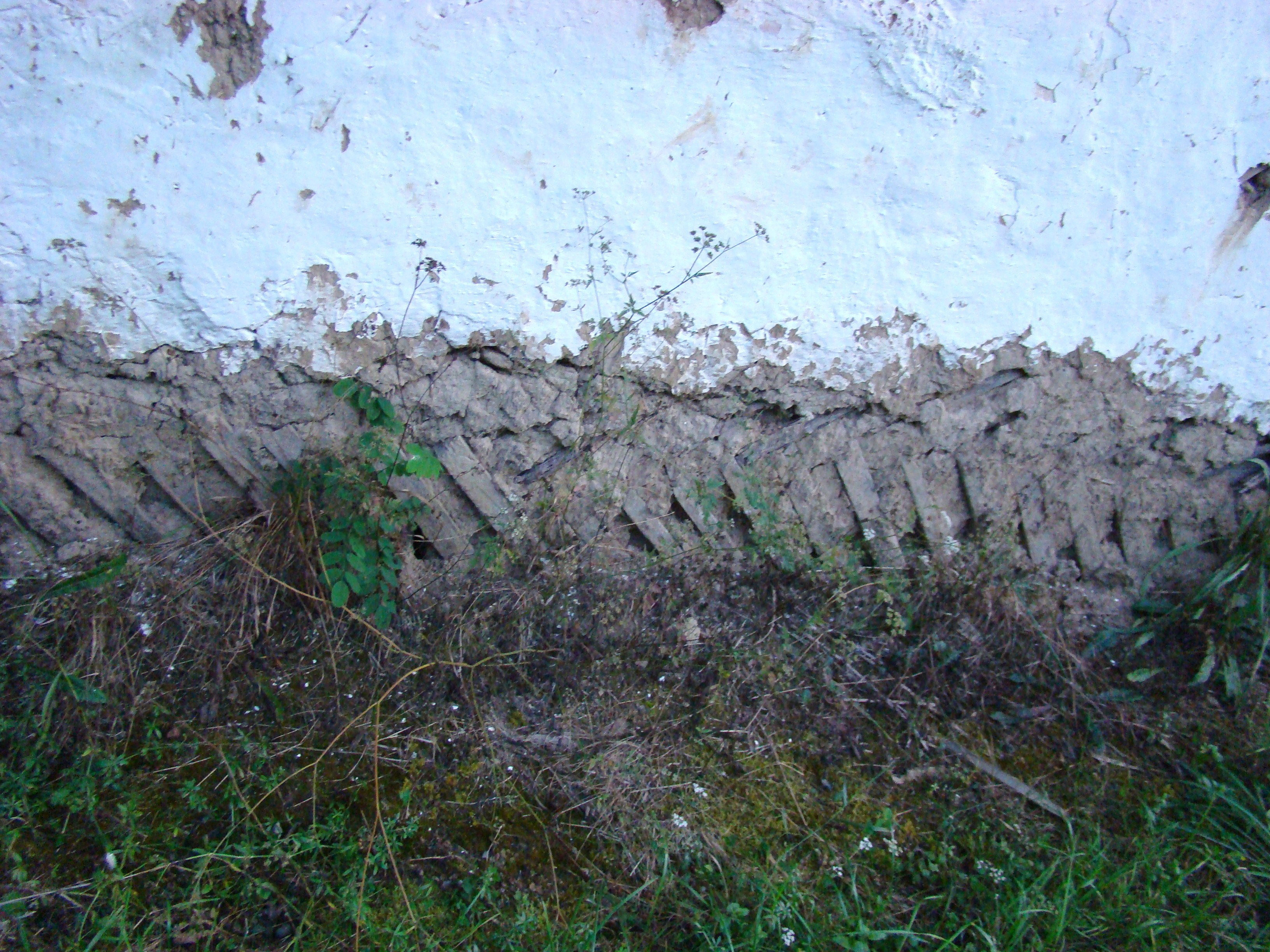
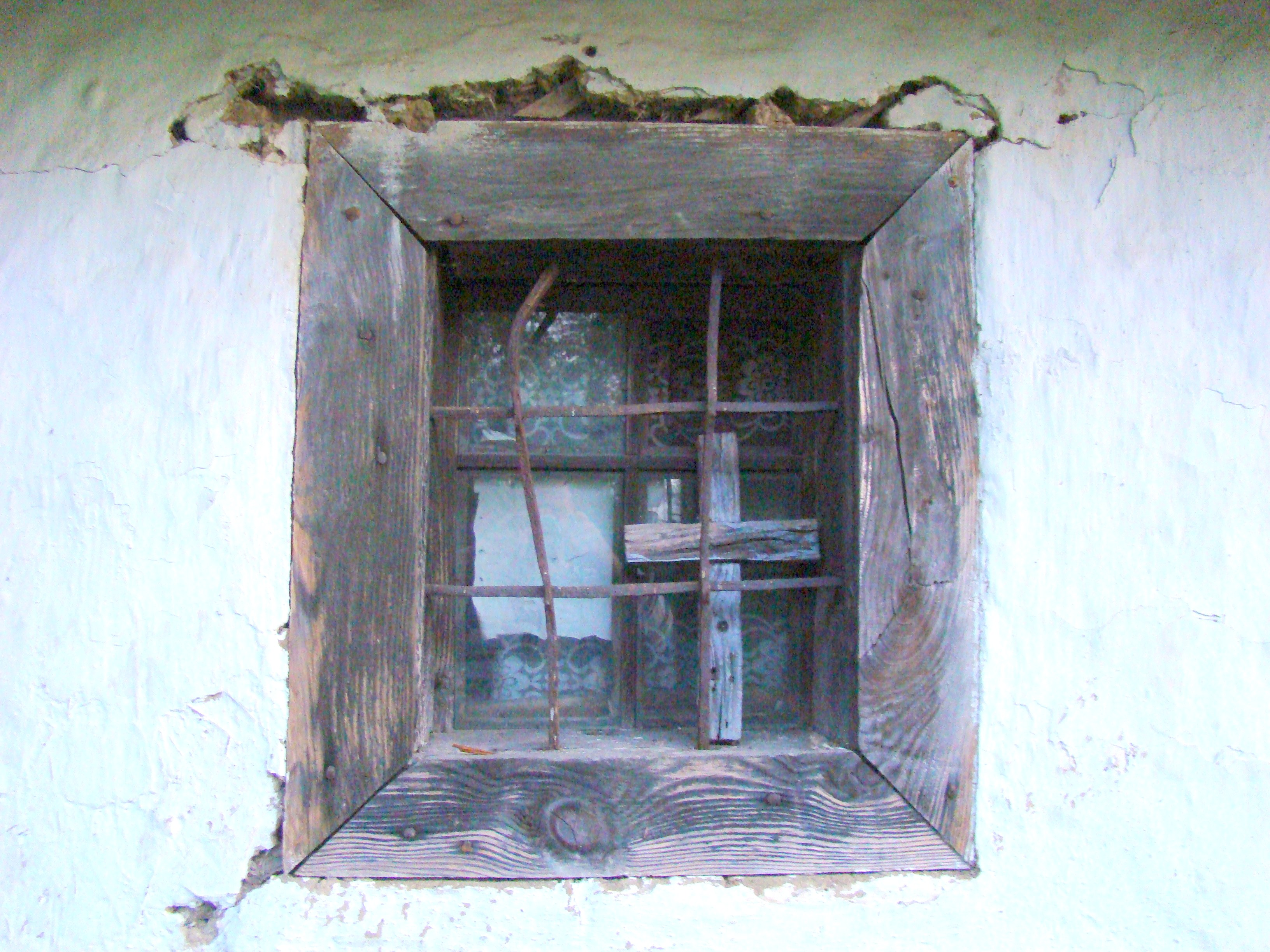
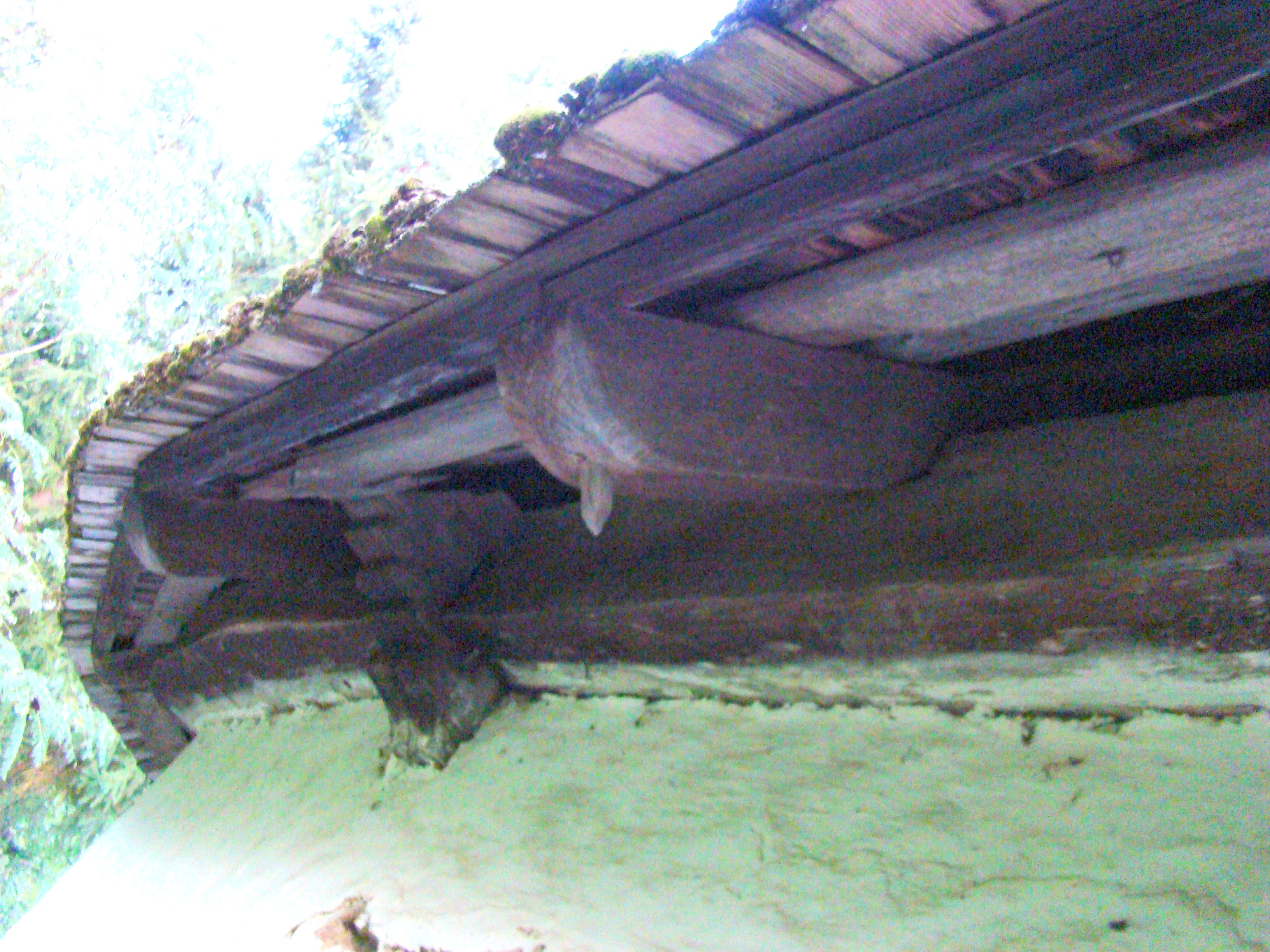
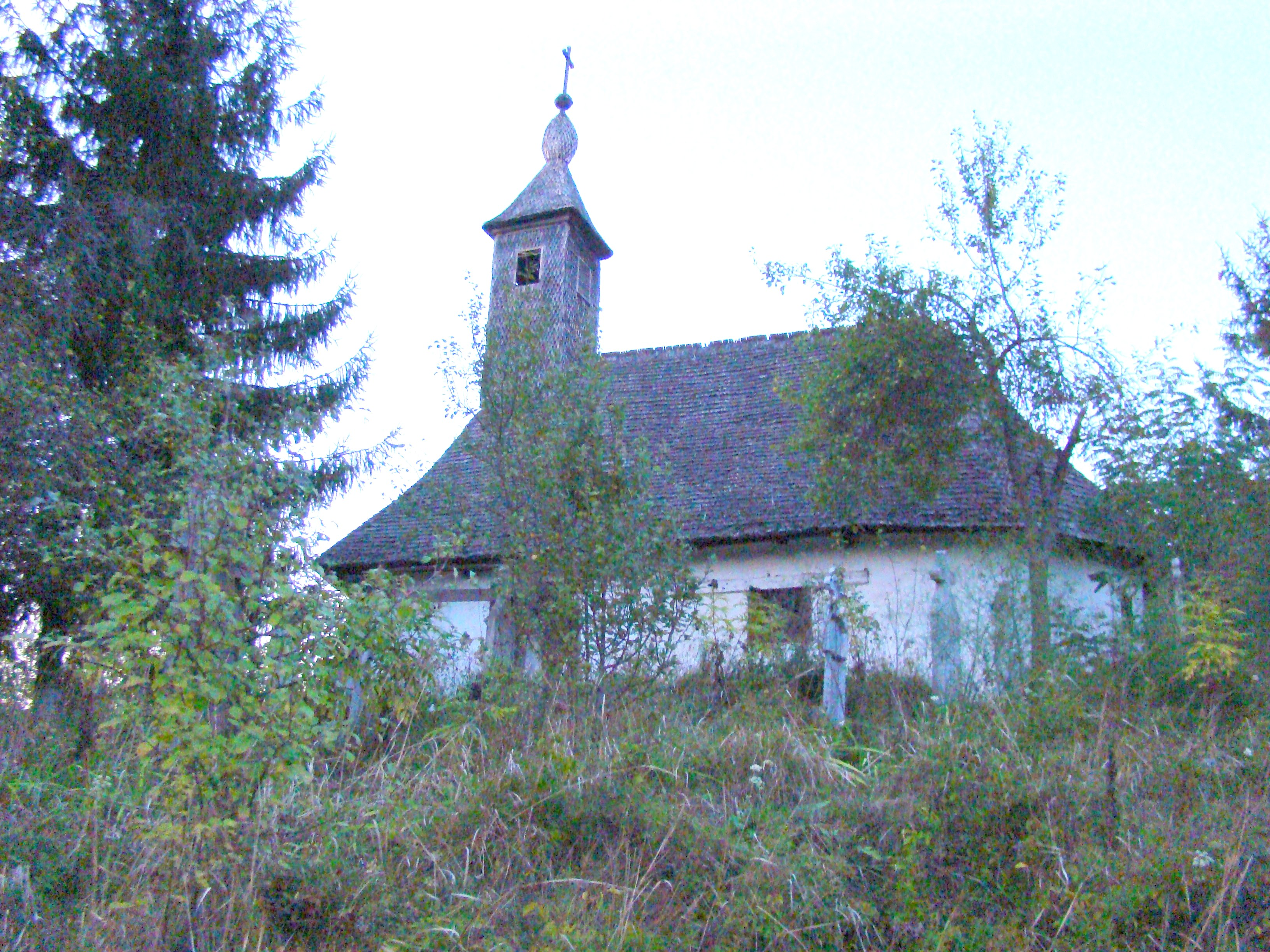
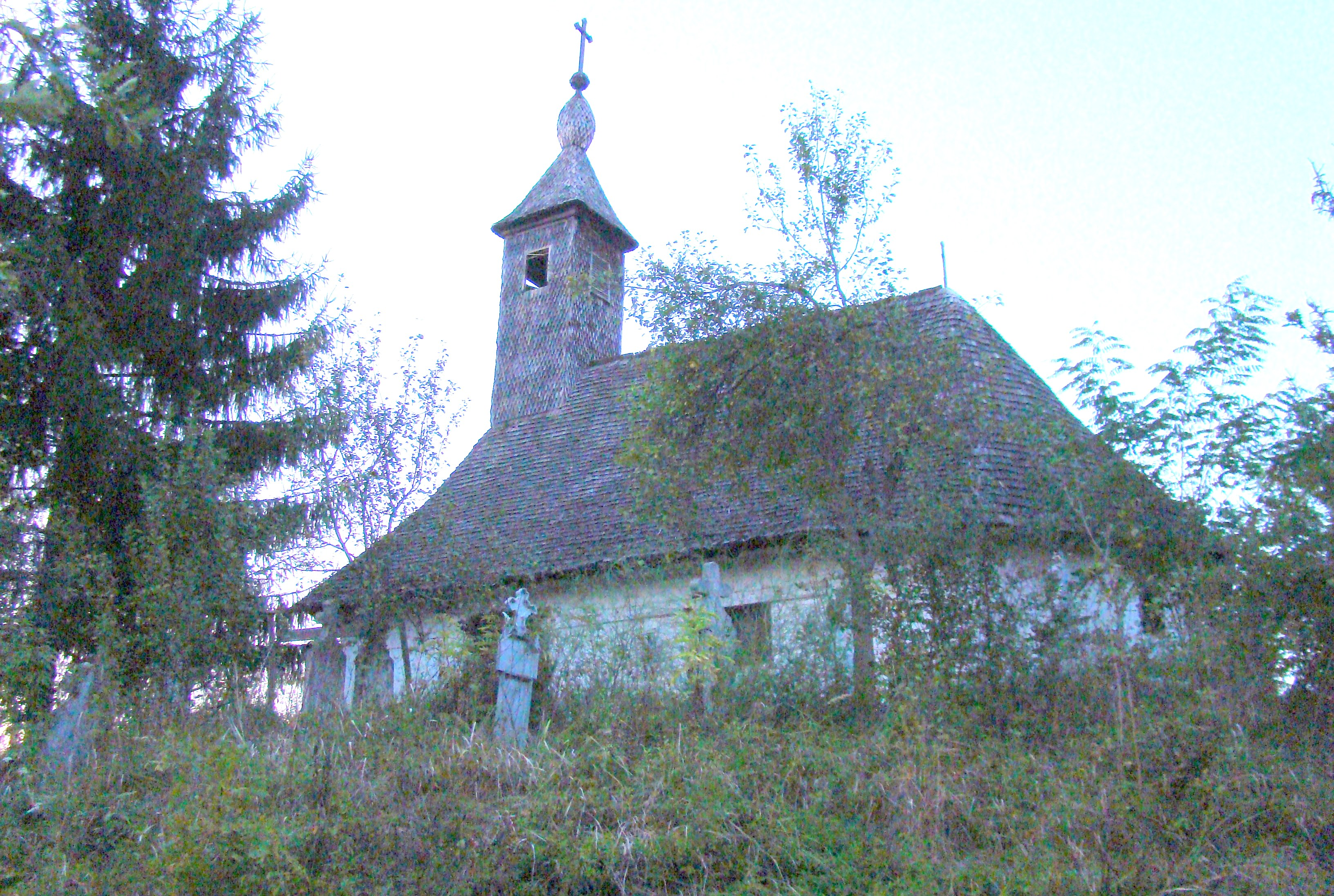
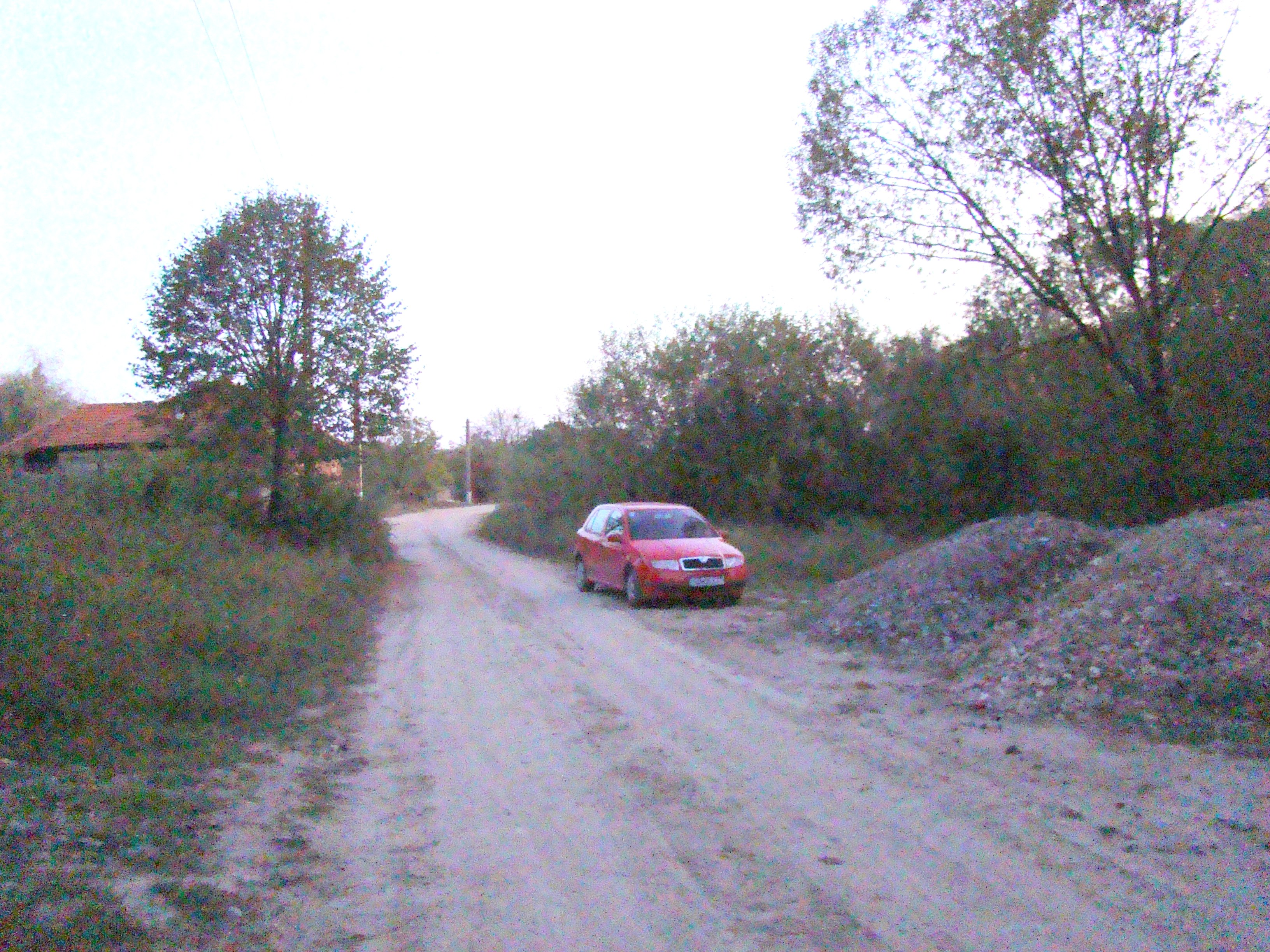